# Hamaliivka, Konotop
Hamaliivka (în ucraineană Гамаліївка) este un sat în așezarea urbană Duboveazivka din raionul Konotop, regiunea Sumî, Ucraina.

## Demografie
Componența lingvistică a localității Hamaliivka
     Ucraineană (96,02%)
     Rusă (3,98%)
Conform recensământului din 2001, majoritatea populației localității Hamaliivka era vorbitoare de ucraineană (96,02%), existând în minoritate și vorbitori de rusă (3,98%).